# Castillo de Landskron
El castillo de Landskron es un fortín ubicado en Carintia (Austria).

## Historia
La finca cerca del lago Ossiach fue mencionada por primera vez en una escritura del 878, emitido por el rey franco Carlomagno de Baviera, quien lo concedió al monasterio de Altötting. Cerca de 1024 fue una de las posesiones de Carintia, del conde Ozi del Chiemgau, probablemente un descendiente de la dinastía Otakar, que fundó la Abadía de Ossiach. En 1330 Landskron fue adquirido por los condes de Ortenburg.
El castillo data de principios del siglo XIV y sus ruinas se encuentran en un cono rocoso de la cordillera de Ossiach Tauern, a una altitud de 658 metros (2159 pies) sobre el nivel del mar.